# Gótico clássico
O gótico clássico é uma das quatro etapas estilísticas do gótico no campo arquitetônico.

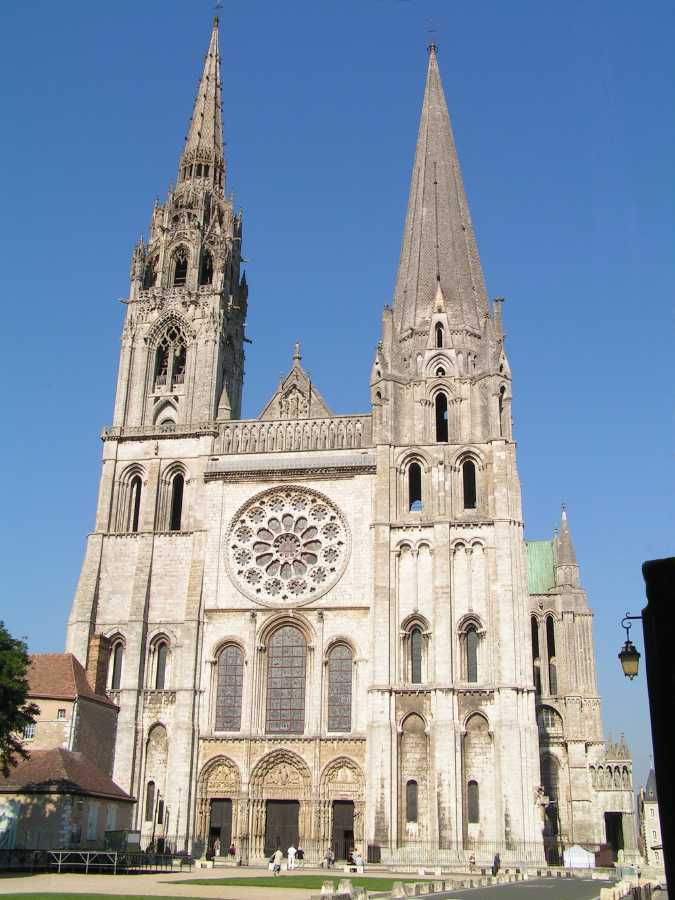
Catedral de Notre Dame de Chartres.

O gótico é um estilo artístico europeu que se inicia no ano de 1140 e termina nas primeiras décadas do século XVI, segundo o pais em que se desenvolveu e o gótico clássico nasce no ano de 1194 com a Catedral de Chartres e termina no ano de 1210 com a construção da Catedral de Reims. Foi praticada no campo da arquitetura religiosa e civil principalmente, embora também haja um grande número de obras como esculturas, murais, vidraças, manuscritos e em outras obras decorativas
O gótico foi empregado pelos artistas do renascimento, em tom depreciativo, para se referir à arte da idade média, que a consideravam de qualidade inferior e bárbara comparada com a arte clássica que se praticava na época. No século XIX foi revalorizado devido à movimentos românticos. O gótico apareceu logo após ao período românico, ao longo da Baixa Idade Média, e hoje em dia é considerado um dos movimentos mais importantes do ponto de vista artístico desenvolvido na Europa.
Os principais exemplos do gótico clássico são:
- Catedral Nôtre-Dame de Chartres[2]
- Catedral de Nôtre-Dame de París
- Catedral de Saint-Gervais et Saint-Protais de Soissons
- Catedral de Saint-Étienne de Bourges
- Catedral de Nôtre-Dame de Reims